# Palácio de Beniel

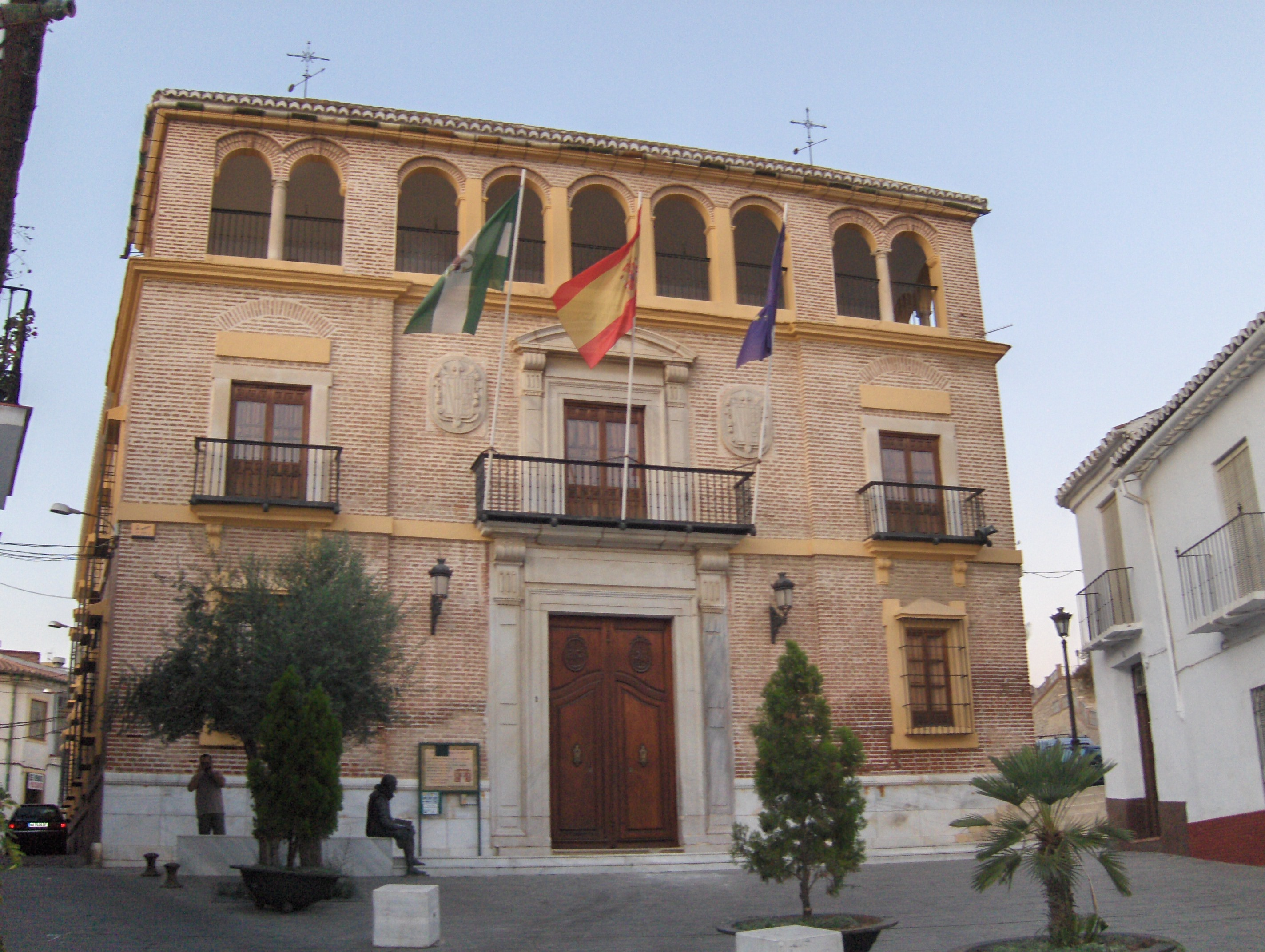

O Palácio do Marqués de Beniel considera-se o edifício civil mais importante da cidade de Vélez-Málaga, na província de Málaga.

## História
Toda a história deste edifício começa com a união de duas famílias, os Molina de Múrcia e os Medrano de Soria. O 20 de janeiro de 1536 em San Sebastián, Antonio de Molina junto com outros quatro caballeros, acabaram com a vida de Alonso Carrillo de Albornoz, e como consequência se viu obrigado a se desterrar se refugiando em Vélez-Málaga. Assim foi como começaram as relações entre Vélez e Beniel. Antonio era filho de D. Alonso de Molina, Jurado da Cidade de Múrcia e caballero de merecida fama, e de Dª Loeonor Rodríguez de Carrión.
Em Vélez-Málaga, Antonio de Molina contraiu casal com María de Medrano, filha do alcaide de sua fortaleza Juan de Medrano e de Francisca de Barrionuevo, ambos naturais de Soria e chegados no século XV com a conquista de Granada. Antonio conseguiu um título de regidor da Prefeitura veleño, aparecendo já como tal nas actas capitulares de 1562, servindo ele mesmo até 31 de janeiro de 1570 em que renunciou ao cargo no maior de seus filhos, Juan. Ambos foram Capitães para a guarda e defesa da cidade de Cabildo na rebelião dos Moriscos.
Outro dos filhos de Antonio, foi Alonso de Molina de Medrano (1549-1616). Existem autores que afirmam que foi Colegial no Maior de Sevilla, algo que se contradiz com seu expediente de Caballero de Santiago, onde aparecem referências às provas de limpeza de sangue que se realizaram para entrar como colegial em Granada. Inquisidor em Córdoba e Zaragoza, cidade na que se achava em 1591 durante a revolta popular relacionada com a prisão de Antonio Pérez e Juan Francisco Mayorini na que jogou um papel decisivo, pelo que foi promovido ao Conselho Real de Índias (1592) e posteriormente foi nomeado Caballero de Santiago. Também foi comendador de Benazusa e de Villafranca, conselheiro da Câmara de Índias e embaixador em Lisboa (1601). Casou-se com Francisca de Hinojosa e Montalvo, com a que não teve descendencia.
Dom Alonso Molina de Medrano mandou a construir um Palácio que servisse de residência. O contrato assinou-se em Málaga um 6 de dezembro de 1609, a obra levantar-se-ia conforme a um plano entregado ao conselheiro real D. Luis Tello Eraso, pelo comendador com todas as directrizes a seguir, e que desgraçadamente não se anexou à escritura. As obras da casa começaram em janeiro de 1610, das que não se tem mais notícias até julho de 1612, data na que a obra se encontra praticamente terminada, ainda que ficaram algumas obras pendentes por fazer. As últimas obras das que se tem constancia constam do ano 1916 com o reparo do tejado do salão principal. O custo final foi de 3275 ducados.
Ao não ter filhos, uma maneira de conservar o que deixava num sozinho património era fundar um mayorazgo, e depois de sua morte legou sua mayorazgo e posses a seus sobrinhos, os marqueses de Beniel. Alonso declarou em Madri e faleceu em 1616, sendo transladados seus restos à capilla maior do Real Convento de Francisco de Vélez-Málaga, onde já repousavam os restos de seus pais, da que era patrão e que fazia parte do mayorazgo que fundou.
Em 1861 na cidade de Alicante, Dª Escolástica Palavicino, marquesa viúva de Beniel e Peñacerrada, outorgou poder a D. Juan Nepomuceno Enríquez, vizinho de Vélez-Málaga e Deputado Provincial, para que procedesse a outorgar a escritura de venda da casa palácio propriedade de D. Antonio Pascual, marqués de Beniel e Peñacerrada, a favor do Excmo. Prefeitura de Vélez-Málaga.
Como propriedade municipal teve múltiplos destinos: alhóndiga, Instituto Livre Municipal de Segundo Ensino em 1871, e a partir de 1877 conviveram ademais os Julgados de Primeira Instância e Municipal, o Registro Civil, Correios e Telégrafos e o Batalhão de Infantería de Depósito. Em 1899 desaloja-se o palácio para convertê-lo em prefeitura, permanecendo como tal até 1982.
No ano 1988 este edifício já está totalmente restaurado e se converte na sede da Fundação María Zambrano, situada na planta alta, onde hoje em dia se podem visitar os fundos da pensadora, os quais foram doados à cidade, bem como sua magnífica biblioteca. Também alberga a Concejalía de Cultura da Prefeitura de Vélez-Málaga.

## Descrição
Ao posicionar-nos ante este palácio, podem-se observar os escudos nobiliários flanqueando a entrada principal, reseña do marquesado. Artisticamente, o resultado foi um edifício com capa manierista claramente influenciado pelas obras de Sebastían de Serlio, a quem Molina Medrano deveu ter especial admiração, onde se aprecia a liberdade do carácter protobarroco. Uma escada imperial com coberta de carácter renascentista, de mais duas plantas a cobertura, no pátio encontramos colunas lavradas em pedra de uma sozinha peça que sustentam arcos de médio ponto, de signo clássico e tradição mudéjar reactivada no barroco, balcones de forja, artesonado de madeira no interior subindo desde o pátio à primeira planta.
Na actualidade, conta com uma sala de exposição permanente, com um arquivo municipal onde se podem consultar documentos históricos, fotografias, jornais e outros depoimentos representativos do passado de Vélez-Málaga. O edifício tem uma sala dedicada ao poeta e pintor veleño Joaquín Lobato, quem também doou todo seu património à prefeitura. Na sala mostram-se os trabalhos realizados pelos escolares sobre o autor.
Também podemos encontrar no pátio central alguns dos restos achados nos yacimientos do município. No edifício podem-se celebrar cerimónias como casamentos civis, exposições, actos culturais e também é usado como colégio eleitoral. O imóvel está ligado por sua ala posterior com o Centro de Estudos do Exílio, que conta com um salão de actos com capacidade para 250 pessoas.